# 大龍寺 (新宿区)
大龍寺（だいりゅうじ）は、東京都新宿区にある曹洞宗の寺院。山号は起雲山。本尊として寶冠釈迦牟尼佛（釈迦牟尼佛）を安置する。

## 歴史
大龍寺は寛文元年（西暦1661年）、旗本猪飼正景氏の発願によって、本郷にあった草庵「住林庵」が移設され、勧請開山(初代名誉住職)に甲府の興因寺17世大盛玄尊大和尚を迎え、小田原・大雄山最乗寺の孫寺、甲府・興因寺の末寺として開創された。

## 主な施設
- 本堂
- 客殿・庫裡
- 永遠の光　平和祈願永代供養塔
- 豊川稲荷分霊社・有縁無縁三界萬霊等供養塔
- 月極駐車場

## 所在地
東京都新宿区原町２丁目６２番地

## アクセス
- 東京メトロ東西線早稲田駅（２番出口）から夏目坂通り（上り坂）を徒歩6分（経路案内）。
- 都営地下鉄大江戸線若松河田駅（若松口）から夏目坂通り（下り坂）を徒歩6分（経路案内）。